# Tapos 2
Tapos 2 is een bestuurslaag in het regentschap Bogor van de provincie West-Java, Indonesië. Tapos 2 telt 6565 inwoners (volkstelling 2010).